# 邵氏影城

邵氏影城的標誌

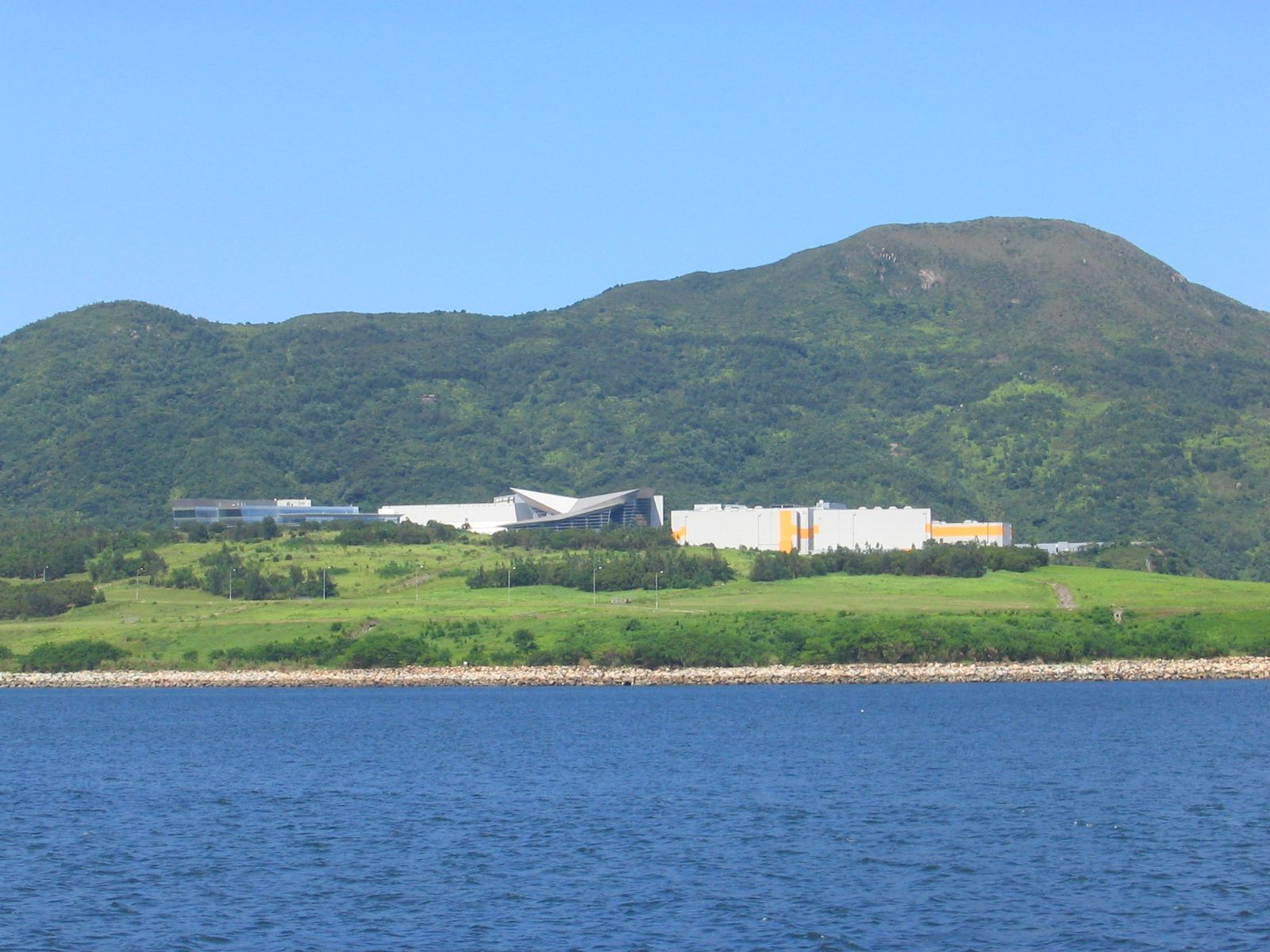
邵氏將軍澳影城廠房全景

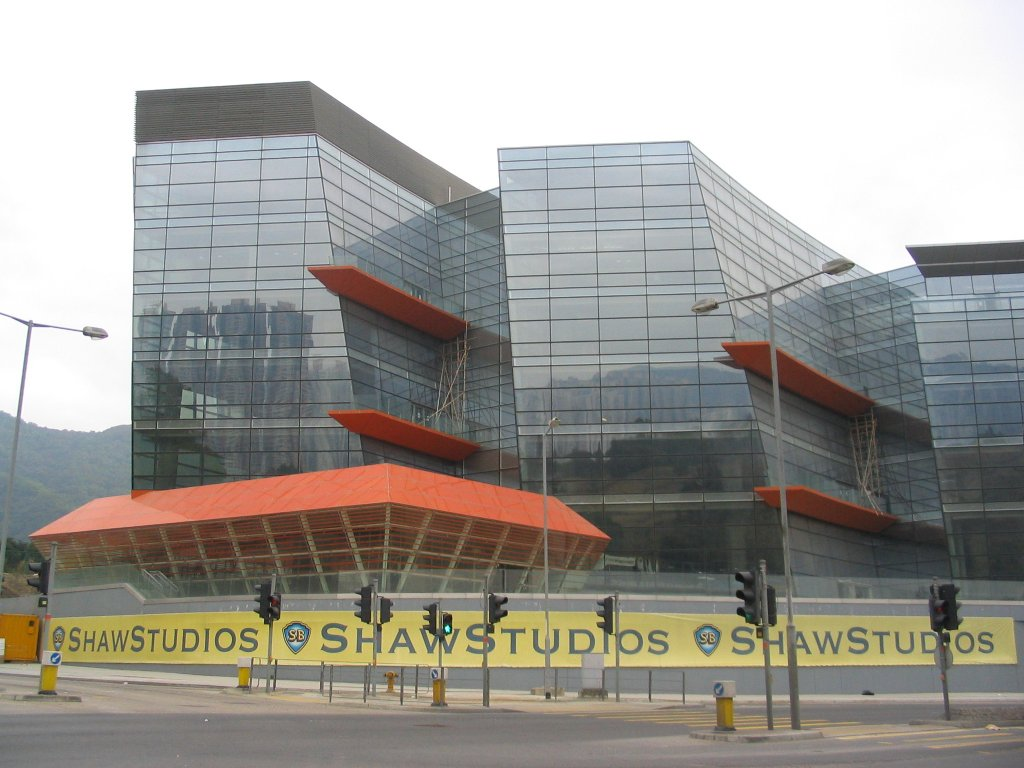
邵氏將軍澳影城與前方的環保大道

邵氏影城，前稱香港影城，位於香港新界西貢區將軍澳百勝角，由邵氏兄弟（香港）有限公司、中國星電影公司及邵氏置業控股有限公司合作發展，現時邵氏影城歸屬邵逸夫慈善信託基金旗下資產，基金旗下有多項不同投資，但產生出來的利潤和收入都全部用作慈善用途。

## 歷史
1998年8月12日，資訊科技及廣播局和地政總署宣布，將軍澳市中心地段第67號電影製片廠土地（即後來邵氏影城所在地）是由邵氏兄弟（香港）有限公司為首的香港影城有限公司以7,800萬元港投得。邵氏影城於2006年7月開始局部運作，其餘的作內部裝修；至2008年9月全面投入運作。
位於將軍澳百勝角環保大道201號的邵氏影城面積佔地為523,000平方呎，總樓面面積為1,100,000平方呎，由邵氏創意中心，行政大樓、電影院、後期製作中心、展覽廳及5間錄影廠所組成。

## 參看
- 電視廣播城
- 香港電視娛樂ViuTV
- 邵氏片場

## 外部連結
- 邵氏影城 （页面存档备份，存于）